# Žan Žužek
Žan Žužek (Lubiana, 26 gennaio 1997) è un calciatore sloveno, difensore del Gençlerbirliği.

## Caratteristiche tecniche
Di ruolo difensore centrale, è abile nel gestire la palla e può giocare anche da terzino.

## Carriera

### Club
Ha giocato nella massima serie slovena. Inoltre, ha giocato 14 partite nei turni preliminari delle coppe europee, realizzandovi anche una rete.
Il 23 agosto 2022 passa a titolo definitivo al Bari, in Serie B, con cui sottoscrive un contratto triennale. Esordisce con i galletti il 1ºottobre, nella partita vinta sul Brescia per 6-2, subentrando a Valerio Di Cesare nella ripresa.
Dopo aver giocato per due stagioni con la maglia del Bari totalizzando 29 presenze, il 9 agosto 2024 passa a titolo definitivo al Gençlerbirliği, club militante nella seconda serie turca.

### Nazionale
Ha giocato in tutte le nazionali giovanili slovene comprese tra l'Under-16 e l'Under-21.

## Statistiche

### Presenze e reti nei club
Statistiche aggiornate al 28 dicembre 2024.
| Stagione        | Squadra         | Campionato      | Campionato | Campionato | Coppe nazionali | Coppe nazionali | Coppe nazionali | Coppe continentali | Coppe continentali | Coppe continentali | Altre coppe | Altre coppe | Altre coppe | Totale | Totale |
| Stagione        | Squadra         | Comp            | Pres       | Reti       | Comp            | Pres            | Reti            | Comp               | Pres               | Reti               | Comp        | Pres        | Reti        | Pres   | Reti   |
| --------------- | --------------- | --------------- | ---------- | ---------- | --------------- | --------------- | --------------- | ------------------ | ------------------ | ------------------ | ----------- | ----------- | ----------- | ------ | ------ |
| 2013-2014       | Domžale         | PL              | 3          | 0          | PS              | 0               | 0               | -                  | -                  | -                  | -           | -           | -           | 3      | 0      |
| 2014-2015       | Domžale         | PL              | 0          | 0          | PS              | 0               | 0               | -                  | -                  | -                  | -           | -           | -           | 0      | 0      |
| 2015-2016       | Domžale         | PL              | 1          | 0          | PS              | 0               | 0               | UEL                | 1                  | 0                  | -           | -           | -           | 2      | 0      |
| 2016-2017       | Domžale         | PL              | 13         | 1          | PS              | 2               | 1               | -                  | -                  | -                  | -           | -           | -           | 15     | 1      |
| 2017-2018       | Domžale         | PL              | 24         | 2          | PS              | 1               | 0               | UEL                | 7                  | 1                  | -           | -           | -           | 32     | 3      |
| 2018-2019       | Domžale         | PL              | 22         | 0          | PS              | 2               | 0               | UEL                | 4                  | 0                  | -           | -           | -           | 28     | 0      |
| Totale Domžale  | Totale Domžale  | Totale Domžale  | 63         | 3          |                 | 5               | 0               |                    | 12                 | 1                  |             | -           | -           | 80     | 4      |
| 2019-2020       | Koper           | DL              | 19         | 1          | PS              | 3               | 0               | -                  | -                  | -                  | -           | -           | -           | 22     | 1      |
| 2020-2021       | Koper           | PL              | 35         | 5          | PS              | 3               | 0               | -                  | -                  | -                  | -           | -           | -           | 38     | 5      |
| 2021-2022       | Koper           | PL              | 27         | 1          | PS              | 4               | 0               | -                  | -                  | -                  | -           | -           | -           | 31     | 1      |
| lug.-ago. 2022  | Koper           | PL              | 4          | 0          | PS              | 0               | 0               | UECL               | 2                  | 0                  | -           | -           | -           | 6      | 0      |
| Totale Koper    | Totale Koper    | Totale Koper    | 85         | 7          |                 | 10              | 0               |                    | 2                  | 0                  |             | -           | -           | 97     | 7      |
| ago. 2022-2023  | Bari            | B               | 15+3       | 0          | CI              | 1               | 0               | -                  | -                  | -                  | -           | -           | -           | 19     | 0      |
| 2023-2024       | Bari            | B               | 11         | 0          | CI              | 0               | 0               | -                  | -                  | -                  | -           | -           | -           | 11     | 0      |
| Totale Bari     | Totale Bari     | Totale Bari     | 29         | 0          |                 | 1               | 0               |                    | -                  | -                  |             | -           | -           | 30     | 0      |
| 2024-2025       | Gençlerbirliği  | 1L              | 16         | 1          | CT              | 1               | 0               | -                  | -                  | -                  | -           | -           | -           | 17     | 1      |
| Totale carriera | Totale carriera | Totale carriera | 192        | 11         |                 | 17              | 0               |                    | 14                 | 1                  | -           | -           | -           | 223    | 12     |

## Palmarès

### Club

#### Competizioni nazionali
- Coppa di Slovenia: 2

Domžale: 2016-2017
Koper: 2021-2022